# Virtual Riot

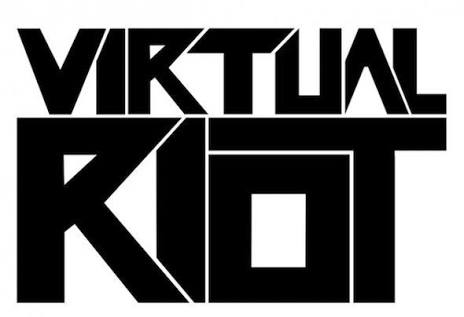
Virtual Riots Logo

Virtual Riot ist ein deutscher DJ und Produzent von elektronischer Tanzmusik, sein bürgerlicher Name lautet Christian Valentin Brunn (* 20. Juli 1994 in Marl).

## Karriere
Seit 2011 veröffentlicht Virtual Riot elektronische Tanzmusik. Seit dem Wintersemester 2013 ist er an der Popakademie Baden-Württemberg im Studiengang Popmusikdesign mit dem Studienschwerpunkt Producing/DJ-Producing eingeschrieben. Ursprünglich wollte er Lehramt für Musik und Englisch studieren, schrieb sich aber zu spät ein und begann stattdessen ein Lehramtstudium für Physik und Religion, welches er nach kurzer Zeit abbrach.  Im Jahr 2014 unterzeichnete Christian Brunn beim Label Disciple Recordings. Seine 2016 erschienene EP Chemistry belegte Platz 20 in den Billboard’s Dance/Electronic Albums und seine 2018 erschienene EP German Engineering kam auf Platz 11 der Billboard Dance/Electronic Digital Song Sales Charts. Er verkündete am 16. April 2019, dass er einen Publishing Vertrag bei dem amerikanischen Verlag OWSLA Publishing unterschrieben habe. Brunn hat zahlreiche Beatport-Chart-Hits, darunter One For All, All For One mit Razihel und Cali Born mit Helikopter-Showdown.
Obwohl Virtual Riot sein Hauptalias ist, hat er auch unter verschiedenen Pseudonymen Musik veröffentlicht, wie zum Beispiel Project Key Generator, Still Kids und Your Personal Tranquilizer.
Brunn produziert Musik verschiedener Genres, Melodic und Bass Dubstep Riddim, Future-Bass, Electro-House und verschiedene andere Stile, da er sich nicht auf einen Stil festlegen will. Bei YouTube und auf SoundCloud hat er jeweils mehr als 300.000 Abonnenten. Seinen größten Auftritt hatte er 2018 in Antwerpen vor 16.000 Zuschauern.

## Diskografie

### Studio-Alben
| Titel                 | Details                                                                 |
| --------------------- | ----------------------------------------------------------------------- |
| There Goes Your Money | - Erschienen: 27. Mai 2013 - Label: SectionZ - Format: Digital download |

### Kompilationen
| Titel        | Details                                                                       |
| ------------ | ----------------------------------------------------------------------------- |
| The Classics | - Erschienen: 5. Mai 2017 - Label: Create Classics - Format: Digital download |

### Extended plays
| Titel                                                                                   | Details                                                                                    | Chartplatzierung | Chartplatzierung |
| Titel                                                                                   | Details                                                                                    | US Dance         | US Dance Sales   |
| --------------------------------------------------------------------------------------- | ------------------------------------------------------------------------------------------ | ---------------- | ---------------- |
| From Space                                                                              | - Erschienen: 25. Mai 2011 - Label: Phantom Hertz Recordings - Format: Digital download    | —                | —                |
| Transmission                                                                            | - Erschienen: 4. Oktober 2011 - Label: Phantom Hertz Recordings - Format: Digital download | —                | —                |
| Drop Some                                                                               | - Erschienen: 6. August 2013 - Label: Bass Liberation - Format: Digital download           | —                | —                |
| Sugar Rush                                                                              | - Erschienen: 14. Oktober 2013 - Label: Audiophile Live - Format: Digital download         | —                | —                |
| We’re Not Alone                                                                         | - Erschienen: 11. August 2014 - Label: Disciple Recordings - Format: Digital download      | —                | —                |
| 100% No Bangers                                                                         | - Erschienen: 27. Dezember 2014 - Label: Self-Released - Format: Digital download          | —                | —                |
| Nightmare                                                                               | - Erschienen: 16. Februar 2015 - Label: Disciple Recordings - Format: Digital download     | —                | —                |
| Machinery                                                                               | - Erschienen: 21. September 2015 - Label: Disciple Recordings - Format: Digital download   | —                | —                |
| Chemistry                                                                               | - Erschienen: 2. Mai 2016 - Label: Disciple Recordings - Format: Digital download          | 20               | —                |
| Throwback                                                                               | - Erschienen: 27. Februar 2017 - Label: Disciple Recordings - Format: Digital download     | —                | —                |
| Still Kids                                                                              | - Erschienen: 10. August 2017 - Label: Spirited - Format: Digital download                 | —                | —                |
| German Engineering                                                                      | - Erschienen: 31. Januar 2018 - Label: Disciple Recordings - Format: Digital download      | —                | 11               |
| Preset Junkies                                                                          | - Erschienen: 24. Oktober 2018 - Label: Disciple Recordings - Format: Digital download     | —                | —                |
| Save Yourself                                                                           | - Erschienen: 25. September 2019 - Label: Disciple Recordings - Format: Digital download   | —                | —                |
| „—“ bedeutet, dass die EP nicht in die Charts einstieg oder nicht veröffentlicht wurde. |                                                                                            |                  |                  |

### Alsfeatured artist
| Titel                                                   | Details                                                                                  |
| ------------------------------------------------------- | ---------------------------------------------------------------------------------------- |
| In Love With the World (by Aura Dione)                  | - Erschienen: 1. Januar 2012 - Label: Universal Music Germany - Format: Digital download |
| Getting Wet(by Lock N Bounce)                           | - Erschienen: 1. Mai 2013 - Label: Jet Set Trash - Format: Digital download              |
| Destination: Quantum(by Astronaut)                      | - Erschienen: 19. März 2014 - Label: Monstercat - Format: Digital download               |
| Emotional (Remixes) (by Flux Pavilion and Matthew Koma) | - Erschienen: 22. Januar 2016 - Label: Circus Records - Format: Digital download         |
| Alt Classic (by Kill the Noise)                         | - Erschienen: 13. Mai 2016 - Label: OWSLA - Format: Digital download                     |

### Singles
| Titel                                       | Jahr | Album                              |
| ------------------------------------------- | ---- | ---------------------------------- |
| Dreaming                                    | 2011 | Transmission EP                    |
| Dance with Me                               | 2011 | —                                  |
| Renegade A. I.                              | 2011 | —                                  |
| Cold Winds and Warm Blankets                | 2011 | —                                  |
| Nights on Fire                              | 2011 | There Goes Your Money              |
| The Pit                                     | 2012 | —                                  |
| Another Way                                 | 2012 | —                                  |
| Energy Drink                                | 2013 | —                                  |
| Evil Gameboy                                | 2013 | There Goes Your Money              |
| Paper Planes                                | 2014 | —                                  |
| Earth & Sky                                 | 2014 | —                                  |
| Rampage                                     | 2014 | —                                  |
| Fuck Gravity                                | 2014 | 100% No Bangers EP                 |
| Lunar                                       | 2015 | —                                  |
| Mittens Is Angry                            | 2015 | —                                  |
| Yonaka                                      | 2015 | —                                  |
| Disintegrate                                | 2015 | Free Spirits, Vol. 1               |
| Preset Junkies                              | 2015 | Transmission EP                    |
| Stay For a While                            | 2016 | Free Spirits, Vol. 2               |
| Dragons                                     | 2016 | Disciple Alliance, Vol. 3          |
| Pixel Forest                                | 2017 | Free Spirits, Vol. 5               |
| Basement Dwellers (with Barely Alive)       | 2017 | Transmission EP                    |
| Degenerates                                 | 2017 | Knights of the Round Table, Vol. 1 |
| Continue                                    | 2018 | Disciple x Jericho                 |
| By My Side (with Modestep and Barely Alive) | 2018 | Disciple Alliance, Vol. 4          |
| Dog Fight                                   | 2018 | Disciple Alliance, Vol. 4          |
| How Do You Turn This On                     | 2018 | Disciple x Miniladd                |
| Cry Some More                               | 2018 | Knights of the Round Table, Vol. 2 |
| PN-35A                                      | 2019 | Practice Notes 35 Redux            |
| Das Riddim (with INFEKT)                    | 2019 | Disciple Alliance, Vol. 5          |
| Dream Logic                                 | 2020 | Disciple Alliance, Vol. 6          |

### Mashups
| Titel                         | Jahr | Album | Label                 |
| ----------------------------- | ---- | ----- | --------------------- |
| Idols                         | 2013 | —     | Eigenveröffentlichung |
| Superheroes (with Panda Eyes) | 2015 | —     | Eigenveröffentlichung |

### VIP (Variation In Production) mixes
| Titel                        | Jahr | Album                             | Label                 |
| ---------------------------- | ---- | --------------------------------- | --------------------- |
| We’re Not Alone              | 2015 | We're Not Alone (The Remixes)     | Disciple Recordings   |
| Warm Ups                     | 2016 | Disciple 03: Risen                | Disciple Recordings   |
| In My Head (featuring PRXZM) | 2017 | Free Spirits, Vol. 4              | Spirited              |
| Purple Dragons (Dragons VIP) | 2017 | Non-album singles                 | Eigenveröffentlichung |
| Everyday (featuring Yosie)   | 2017 | Non-album singles                 | Spirited              |
| Preset Junkies               | 2018 | Preset Junkies EP                 | Disciple Recordings   |
| Lost it                      | 2019 | Knights of the Round Table Vol. 3 | Disciple Recordings   |
| Pray For Riddim              | 2020 | Head to Head Vol. 1               | Disciple Recordings   |
| Cry Some More                | 2020 | Head to Head Vol. 1               | Disciple Recordings   |

### Original compilation features
| Titel                   | Jahr | Album                              | Label                    |
| ----------------------- | ---- | ---------------------------------- | ------------------------ |
| Illusion Machine        | 2012 | Shock Therapy LP                   | Phantom Hertz Recordings |
| Gangsters               | 2014 | Disciple Alliance, Vol. 1          | Disciple Recordings      |
| Beyond                  | 2015 | Disciple Alliance, Vol. 2          | Disciple Recordings      |
| Dragons                 | 2017 | Disciple Alliance, Vol. 3          | Disciple Recordings      |
| Degenerates             | 2017 | Knights of the Round Table, Vol. 1 | Disciple Round Table     |
| Continue                | 2018 | Disciple x Jericho                 | Disciple Recordings      |
| Dog Fight               | 2018 | Disciple Alliance, Vol. 4          | Disciple Recordings      |
| How Do You Turn This On | 2018 | Disciple x Miniladd                | Disciple Recordings      |
| Cry Some More           | 2018 | Knights of the Round Table, Vol. 2 | Disciple Round Table     |
| Lost It Vip             | 2019 | Knights of the Round Table, Vol. 3 | Disciple Round Table     |

### Collaborations
| Titel                                 | Jahr | Collaborator                   | Label                 |
| ------------------------------------- | ---- | ------------------------------ | --------------------- |
| Superhuman                            | 2012 | Amba Shepherd                  | Quantum               |
| Never Let You Go                      | 2012 | Crystal Drop & Bunjee          | Bass Liberation       |
| Project Mayhem                        | 2013 | ANiMAL                         | Self-released         |
| Cali Born                             | 2013 | Helicopter Showdown            | Anamnesis             |
| One For All, All For One              | 2013 | Razihel                        | Monstercat            |
| Where Are You                         | 2013 | Sub.Sound                      | Audiophile Live       |
| Symphony                              | 2014 | Jonas Minor                    | Disciple              |
| Thwek                                 | 2014 | Mr. Bill                       | Section Z Records     |
| Nightmare (featuring Splitbreed)      | 2015 | Autodrive                      | Disciple              |
| Fatal Fist Punch                      | 2015 | Megalodon                      | Never Say Die Records |
| Alien                                 | 2015 | Dodge & Fuski                  | Disciple              |
| Feel The Bass                         | 2015 | JVST SAY YES                   | Disciple              |
| Running From The Cops                 | 2015 | Armanni Reign                  | Disciple              |
| Borg                                  | 2016 | FuntCase                       | Disciple              |
| Showdown                              | 2016 | ShockOne                       | Disciple              |
| Juices                                | 2016 | Dubloadz                       | Disciple              |
| Nasty                                 | 2016 | Datsik                         | Firepower Records     |
| Leave It Behind (featuring Ash Riser) | 2016 | 12th Planet                    | Disciple              |
| Flutter                               | 2016 | Madi                           | Moving Castle         |
| In My Head                            | 2016 | PRXZM                          | Spirited.             |
| Graveyard Shift                       | 2016 | Bukez Finezt                   | Disciple              |
| Kung Fu                               | 2017 | PhaseOne                       | Disciple              |
| Beat Dem Up                           | 2017 | Dirtyphonics                   | Buygore               |
| Listen                                | 2017 | The Others                     | Disciple              |
| Don’t Get Spooked                     | 2017 | Dubloadz                       | Disciple              |
| Basement Dwellers                     | 2017 | Barely Alive                   | Disciple              |
| Warriors of the Night                 | 2018 | Datsik                         | Firepower Records     |
| Freakuency                            | 2018 | Datsik                         | Firepower Records     |
| Rampage                               | 2018 | Barely Alive, PhaseOne, & Myro | Rampage               |
| Triforce                              | 2018 | Panda Eyes & Barely Alive      | Disciple              |
| By My Side                            | 2018 | Modestep & Barely Alive        | Disciple              |
| Guardians Of The Universe             | 2018 | TeddyLoid                      | Gan-Shin Records      |
| Nothing                               | 2019 | Modestep                       | Disciple              |
| Gang Shit                             | 2019 | Virus Syndicate & Dion Timmer  | Disciple Round Table  |
| Das Riddim                            | 2019 | INFEKT                         | Disciple              |

### Remixes
| Titel                                                          | Jahr | Künstler                             | Label                    |
| -------------------------------------------------------------- | ---- | ------------------------------------ | ------------------------ |
| Speaker Fuck                                                   | 2011 | Basis                                | Phantom Hertz Recordings |
| One (featuring Holly Drummond)                                 | 2012 | Submatik & Phil                      | Eigenveröffentlichung    |
| Now That You’re Gone                                           | 2012 | Nick Galea                           | One Eighty               |
| Never Let You Go                                               | 2012 | Crystal Drop, Bunjee, & Virtual Riot | Bass Liberation          |
| Black Light                                                    | 2012 | Lisa Rowe                            | Eigenveröffentlichung    |
| In Love With The World                                         | 2012 | Aura Dione                           | Universal Music Germany  |
| Million Miles                                                  | 2012 | off/chopped                          | Eigenveröffentlichung    |
| Stories Can Wait                                               | 2013 | Submatik                             | Quantum                  |
| Bad News                                                       | 2013 | Lock N Bounce                        | Jet Set Trash            |
| Where Do We Go                                                 | 2013 | 1OAKS                                | Warner Music Germany     |
| Arms                                                           | 2013 | MNRS                                 | Konkordski               |
| Work Bitch                                                     | 2013 | Britney Spears                       | RCA/Sony                 |
| Next Ones To Come                                              | 2013 | Claire                               | Polydor/Island/Universal |
| Time Is Now                                                    | 2013 | Youthkills                           | Polydor/Island/Universal |
| Mistake                                                        | 2013 | Teqq vs. Alive & Kicking             | Modern Chap              |
| Can You Feel My Heart                                          | 2013 | Bring Me The Horizon                 | Eigenveröffentlichung    |
| Get It Right                                                   | 2013 | Left Boy                             | Eigenveröffentlichung    |
| Chasing Ghosts (featuring Spock & Directive)                   | 2014 | Barely Alive                         | Disciple Recordings      |
| Lovers On The Run                                              | 2014 | NIHILS                               | Eigenveröffentlichung    |
| Quantum                                                        | 2014 | Astronaut                            | Monstercat               |
| Fire Away                                                      | 2014 | Skrillex                             | Eigenveröffentlichung    |
| Dial Up                                                        | 2014 | Barely Alive                         | Disciple Recordings      |
| Follow You                                                     | 2014 | Au5                                  | Monstercat               |
| Ultraviolence                                                  | 2014 | Lana Del Rey                         | Eigenveröffentlichung    |
| Together                                                       | 2014 | MUST DIE!                            | Eigenveröffentlichung    |
| Lionhearted                                                    | 2015 | Porter Robinson                      | Eigenveröffentlichung    |
| I’ve Got You                                                   | 2015 | Animal Music                         | MUK Records              |
| True Colors                                                    | 2015 | Zedd                                 | Interscope/Universal     |
| Codename X                                                     | 2016 | Excision                             | Rottun Recordings        |
| Emotional                                                      | 2016 | Flux Pavilion & Matthew Koma         | Circus Records           |
| Binary (with Barely Alive)                                     | 2016 | Barely Alive                         | Disciple Recordings      |
| Without a Trace (featuring Stalking Gia) [with Kill The Noise] | 2016 | Kill The Noise                       | OWSLA                    |
| Next To You (featuring Savoi)                                  | 2016 | LDRU                                 | Audiopaxx/Universal      |
| All We Know (featuring Phoebe Ryan)                            | 2016 | The Chainsmokers                     | Eigenveröffentlichung    |
| Talk About It (featuring Desirée Dawson)                       | 2017 | Pegboard Nerds                       | Monstercat               |
| One (featuring Holly Drummond)                                 | 2017 | Submatik                             | Eigenveröffentlichung    |
| WFSU (with Snails)                                             | 2018 | Snails & Waka Flocka Flame           | Slugz Music              |
| Clarity (featuring Foxes)                                      | 2018 | Zedd                                 | Eigenveröffentlichung    |